# David Djaïz
David Djaïz, né en 1990 à Agen (Lot-et-Garonne), est un haut fonctionnaire et essayiste français.

## Biographie

### Jeunesse et études
David Djaïz naît en 1990 à Agen. Il grandit entre le Sud-Ouest et le Maroc, où il passe six ans entre 1999 et 2005.
Ancien élève de l’École normale supérieure de la rue d’Ulm (première place au concours d’admission en 2010), et de l’École nationale d'administration (ENA), promotion George-Orwell (2015-2016), David Djaïz est aussi titulaire d’un master de philosophie politique de la Sorbonne, où il a conduit des recherches sur la genèse de la théorie politique moderne.[source secondaire souhaitée]

### Parcours professionnel
Entre 2017 et 2020, il est Inspecteur des finances[réf. nécessaire].
En 2020 et 2021[réf. nécessaire] il est directeur de la stratégie et de la formation de l'Agence nationale de la cohésion des territoires (ANCT).
En 2018, il est membre du jury du prix littéraire Wepler[source secondaire souhaitée].
David Djaïz est également essayiste. Il est l’auteur de La guerre civile n'aura pas lieu (Cerf, 2017), et, en 2019, de Slow Démocratie (Allary Éditions, 2019), qui lui a valu d'être finaliste du prix étudiant du livre politique LCP 2020, du Prix Pétrarque de l'Essai France Culture et a été lauréat du Prix Étudiant du Livre Politique et du prix Édouard-Bonnefous de l’Académie des sciences morales et politiques 2020.  
Il publie en septembre 2021 Le nouveau modèle français (Allary Éditions).
Chroniqueur, David Djaïz intervient régulièrement dans le podcast Le Nouvel Esprit public, présenté par Philippe Meyer et dans les revues Le 1 et Zadig d’Éric Fottorino.
David Djaïz est également le président du festival « Les rencontres philosophiques Michel Serres» dont la première édition s’est tenue à Agen en novembre 2021. L’objet du festival est de faire dialoguer la philosophie avec les autres savoirs (sciences exactes ou humaines, art et littérature).
En 2011, David Djaïz s'est engagé auprès d'Arnaud Montebourg et a été membre du réseau d'élus, de militants et de citoyens de gauche La Gauche populaire proche du Parti socialiste.
En 2022, David Djaïz est nommé rapporteur général du Conseil national de la refondation,, et intègre le cabinet de l'Élysée à ce titre. Il quitte ses fonctions le 28 août 2023. 

### Parcours professoral
En 2017, il donne un cours d'histoire des guerres civiles à l'Institut d'études politiques de Paris (Sciences Po Paris) où il continue à enseigner par la suite.

## Ouvrages
- La guerre civile n'aura pas lieu, Paris, Le Cerf, 2017, 200 p. (ISBN 978-2-204-11203-1)[22],[23].
- Slow démocratie : comment maîtriser la mondialisation et reprendre notre destin en main, Paris, Allary Éditions, 2019, 320 p. (ISBN 978-2-37073-297-2)[24],[25]
- Le Nouveau Modèle français, Paris, Allary Éditions, 2021, 236 p. (ISBN 978-2-37073-365-8)
- La Révolution Obligée, Paris, Allary Éditions, 2024, 304 p. (ISBN 978-2-37073-443-3)